# بالگردگاه بیمارستان سنت آنتونی
بالگردگاه بیمارستان سنت آنتونی (به انگلیسی: St. Anthony's Hospital Heliport) یک فرودگاه خصوصی است. این فرودگاه در کشور ایالات متحده آمریکا قرار دارد و در ارتفاع ۳۴۸ متری از سطح دریا واقع شده‌است.